# Barnet i blodet, smøgen i kæften
Barnet i blodet, smøgen i kæften er en kortfilm fra 2011 instrueret af Frederik Bo Juhl Kristensen efter eget manuskript.

## Handling
En pige kommer ind på en bar og spiller to mænd ud mod hinanden.